# 美麗副矛䱛
美麗副矛䱛為輻鰭魚綱鱸形目鱸亞目石首魚科的其中一種，分布西大西洋區，從哥倫比亞至巴西海域，棲息深度可達25公尺，本魚體上半部暗灰澀，下半部黃色蒼白，胸鰭長而烏黑，鰓蓋內黑色。眼小，口小，下位，下吻封閉，下腭具5毛孔和許多觸鬚，背鰭硬棘11枚，背鰭軟條32-34枚，臀鰭硬棘2枚，臀鰭軟條7枚，體長可達32公分，棲息在沿海沙泥底質海域，屬肉食性，以底棲性無脊椎動物為食，可做為食用魚。